# Masayuki Iwamoto
| (4835) Asaeus[1]           | 29. Januar 1989   |
| (5399) Awa[1]              | 29. Januar 1989   |
| (5581) Mitsuko[1]          | 10. Februar 1989  |
| (6383) Tokushima[1]        | 12. Dezember 1988 |
| (9943) Bizan[1]            | 29. Oktober 1989  |
| (27714) Dochu[1]           | 29. Januar 1989   |
| - [1] mit Toshimasa Furuta |                   |

Masayuki Iwamoto (jap. 岩本 雅之, Iwamoto Masayuki; * 1954) ist ein japanischer Amateurastronom, der in der Stadt Awa in der Präfektur Tokushima lebt.
Er ist ein profilierter Asteroidenentdecker, der zusammen mit Toshimasa Furuta am Tokushima-Kainan-Observatorium (IAU-Code 872) in Kaiyō bis heute (Stand Jan. 2010) 6 Asteroiden entdeckte.
Der Asteroid (4951) Iwamoto wurde nach ihm benannt.